# 가변수
가변수(Dummy variable, 假變數)란 독립변수를 0과 1로 변환한 변수를 의미한다.
일반적인 경우 그 사실 여부에 대해 예/아니오로 확인 가능한 질적 변수(예: 남자인가? 대학교를 졸업했는가?)는 회귀 분석에 직접 투입하는 것이 불가능하다. 이러한 질적 변수를 회귀분석에 사용하기 위해 그 가부를 0 혹은 1 의 숫자 형태로 대응시킨 변수를 가변수라 한다.
경제학에서 가장 흔하게 언급되는 가변수의 용례 로는 '성별에 따른 월급격차'로, 다음과 같은 형태가 된다.